# Martín I (obispo)
Martín I fue obispo de Oviedo. Adjudicó un deanato a la Catedral y otro al cabildo para que con sus rentas se atendiese al refectorio común. El rey Alfonso VI le donó un palacio que este obispo, celoso protector de los desvalidos, convirtió en hospital. Puede que este hospital fuese el llamado Hospital de San Juan. Habiéndose enterado el papa Urbano VI de las donaciones que había hecho este obispo, como muestra de gratitud y de afirmación hacia él, las confirmó y les puso el sello de su autoridad suprema de la Iglesia católica.
El obispo Martín tuvo un ruidoso litigio con el obispo de Burgos ya que este se había propasado en su jurisdicción queriendo cobrar rentas en la parte oriental de Asturias llamada entonces Asturias de Santillana. Enterado del tema el romano pontífice, comisionó a Bernardo de Sedirac, arzobispo de Toledo para que interviniese en su nombre y fallase el litigio. Bernardo se desplazó a los lugares en litigio y falló a favor del obispo de Oviedo. En vista de ello, el obispo Martín I se puso en camino para tomar posesión de esta zona, cosa que no pudo hacer pues le sorprendió la muerte antes de llegar.
| Predecesor: Arias Cromaz | Obispo de Oviedo 1094-1101 | Sucesor: Pelayo de Oviedo |